# Kikkerkopschildpadden
Kikkerkopschildpadden (Mesoclemmys) zijn een geslacht van schildpadden uit de familie slangenhalsschildpadden (Chelidae). Er zijn tien soorten die voorkomen in noordelijk Zuid-Amerika. De gewone kikkerkopschildpad (Mesoclemmys nasuta) en de bochelschildpad (Mesoclemmys gibba) komen onder andere voor in Suriname.

## Naam en indeling
De wetenschappelijke naam van de groep werd voor het eerst voorgesteld door John Edward Gray in 1873. Oorspronkelijk werden veel soorten bij het niet langer erkende geslacht Batrachemys ingedeeld en ook behoorden een aantal soorten lange tijd tot het geslacht van de paddenkopschildpadden (Phrynops) en de Amerikaanse waterschildpadden (Clemmys). Hierdoor worden in de literatuur voor een aantal soorten verschillende namen gebruikt.
De geslachtsnaam Mesoclemmys betekent vrij vertaald 'middelste schildpad'; en is afgeleid van de Griekse woorden mesos (midden-) en klemmys  (schildpad). De auteur die het geslacht benoemde zag de schildpadden als een tussenvorm van de soorten uit het niet langer erkende geslacht Hydraspis en de schildpadden uit het geslacht Platemys. De verouderde naam Batrachemys betekent 'pad-schildpad'.

### Soorten
Er zijn negen soorten, de soort Mesoclemmys heliostemma wordt niet meer erkend omdat uit een studie in 2019 bleek dat deze 'soort' dezelfde was als Mesoclemmys raniceps. In Colombia zijn resten gevonden van een fossiele soort uit het Mioceen.
Het geslacht omvat de volgende soorten, met de auteur en het verspreidingsgebied.
| Naam                                                  | Auteur                    | Verspreidingsgebied                                                      |
| ----------------------------------------------------- | ------------------------- | ------------------------------------------------------------------------ |
| Colombiaanse kikkerkopschildpad (Mesoclemmys dahli)   | Zangerl & Medem, 1958     | Colombia                                                                 |
| Bochelschildpad (Mesoclemmys gibba)                   | Schweigger, 1812          | Peru, Ecuador, Colombia, Venezuela, Trinidad, Guyana, Suriname, Brazilië |
| Gewone kikkerkopschildpad (Mesoclemmys nasuta)        | Schweigger, 1812          | Colombia, Peru, Bolivia, Brazilië, Frans-Guyana, Suriname                |
| Mesoclemmys perplexa                                  | Bour & Zaher, 2005        | Brazilië                                                                 |
| Mesoclemmys raniceps                                  | Gray, 1855                | Colombia, Peru, Bolivia, Brazilië, Ecuador                               |
| Ruwe paddenkopschildpad (Mesoclemmys tuberculata)     | Luederwaldt, 1926         | Brazilië                                                                 |
| Mesoclemmys vanderhaegei                              | Bour, 1973                | Paraguay, Argentinië, Brazilië                                           |
| Peruviaanse kikkerkopschildpad (Mesoclemmys wermuthi) | Mertens, 1969             | Bolivia, Brazilië, Colombia, Peru                                        |
| Mesoclemmys zuliae                                    | Pritchard & Trebbau, 1984 | Venezuela                                                                |

## Uiterlijke kenmerken

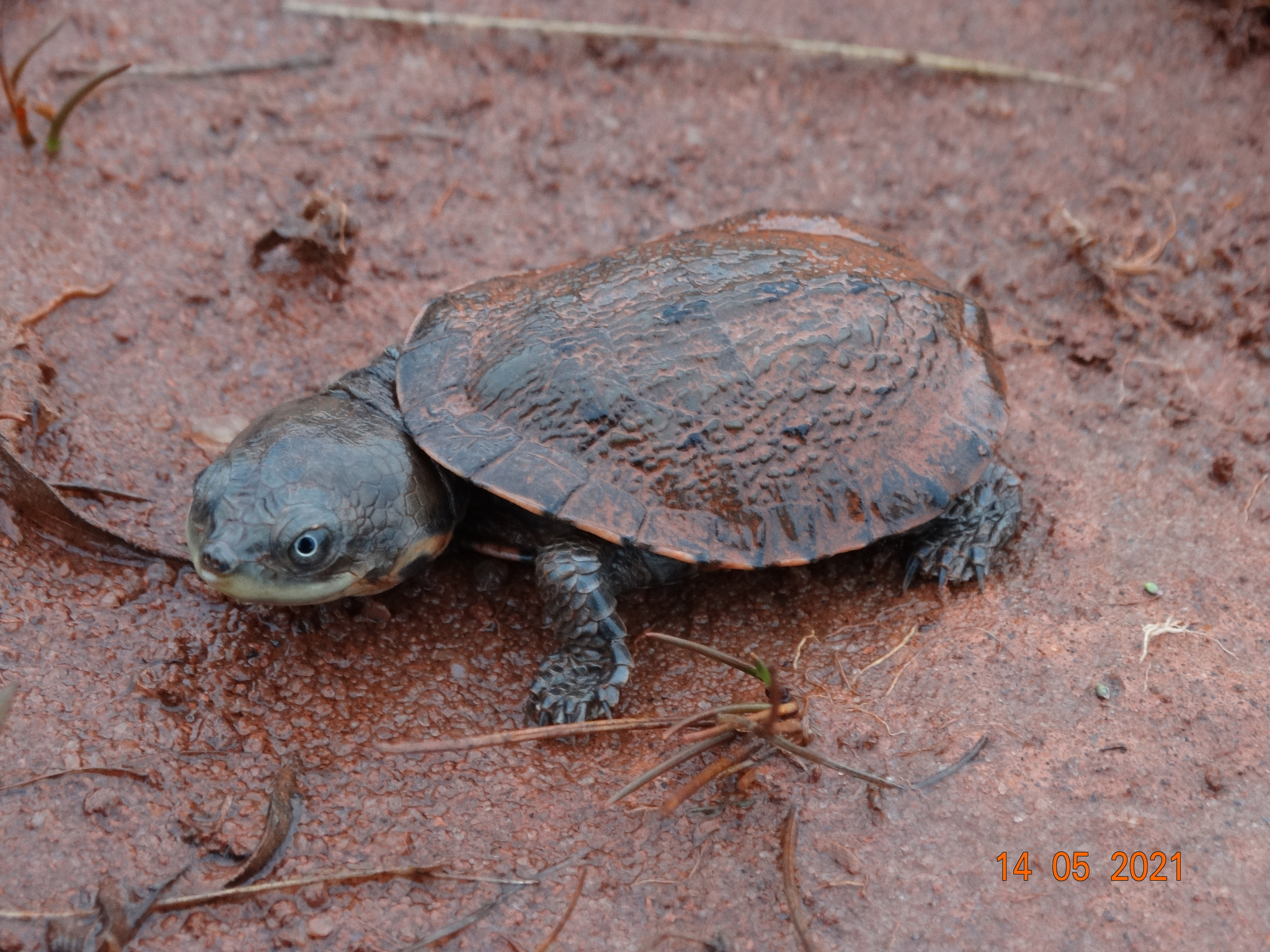
Ruwe paddenkopschildpad (Mesoclemmys tuberculata), juveniel exemplaar uit Brazilië.

De schildpadden blijven klein tot middelgroot en bereiken een schildlengte van ongeveer 21 tot 35 centimeter. De kleur van het rugschild is meestal bruin tot grijs of donkerder tot zwart. Het buikschild heeft vaak een gele kleur met zwarte vlekken, het buikschild heeft geen scharnierende delen.De kop is bij alle soorten dik en breed en de nek is relatief kort, waaraan de naam kikkerkopschildpadden is te danken.

## Verspreiding en habitat
De soorten komen voor in delen van Noord- en Midden- en leven in de landen Colombia, Peru, Bolivia, Brazilië, Frans-Guyana, Suriname, Venezuela, Paraguay, Argentinië, Ecuador, Trinidad en Guyana. Het areaal beslaat tropische en gematigde streken inclusief delen van het Andesgebergte. De schildpadden komen voornamelijk voor rond de Orinocorivier en de Amazonerivier. De habitat bestaat uit vele verschillende typen draslanden zoals moerassen, vennen, veengebieden, rivieren, meren, onderlopen bossen en vijvers. Kikkerkopschildpadden komen zowel voor in stromend als in stilstaand water.

## Beschermingsstatus
Door de internationale natuurbeschermingsorganisatie IUCN is aan vier soorten een beschermingsstatus toegewezen. een soort wordt beschouwd als 'gevoelig' (Near Threatened of NT), een soort als 'kwetsbaar' (Vulnerable of VU) en twee soorten staan te boek als 'ernstig bedreigd' (Critically Endangered of CR).